# Émile Amoros
Émile Amoros, född 26 augusti 1995 i Saint-Sébastien-sur-Loire, är en fransk seglare.

## Karriär
Amoros växte upp i Saint-Sébastien-sur-Loire och flyttade som sjuåring till Pornic. Han testade som barn på segling och började som nioåring tävla i optimistjolle. Under 2013 blev Amoros tillsammans med Lucas Rual världsmästare samt ungdomsvärldsmästare i 29er.
Amoros tävlade för Frankrike vid OS i Tokyo 2021, där han tillsammans med Lucas Rual slutade på 15:e plats i 49er.